# Papos
Papos là một thị trấn thuộc hạt Szabolcs-Szatmár-Bereg, Hungary. Thị trấn này có diện tích 10,67 km², dân số năm 2010 là 823 người, mật độ 77 người/km².